# レオ1世 (東ローマ皇帝)
レオ1世（Leo I., 400年 - 474年1月18日）は、東ローマ帝国レオ朝の皇帝（在位：457年 - 474年）。「トラキア人のレオ」と呼ばれた。レオ大帝とも呼ばれる。レオン1世、レオーン1世とも言う。

## 生涯

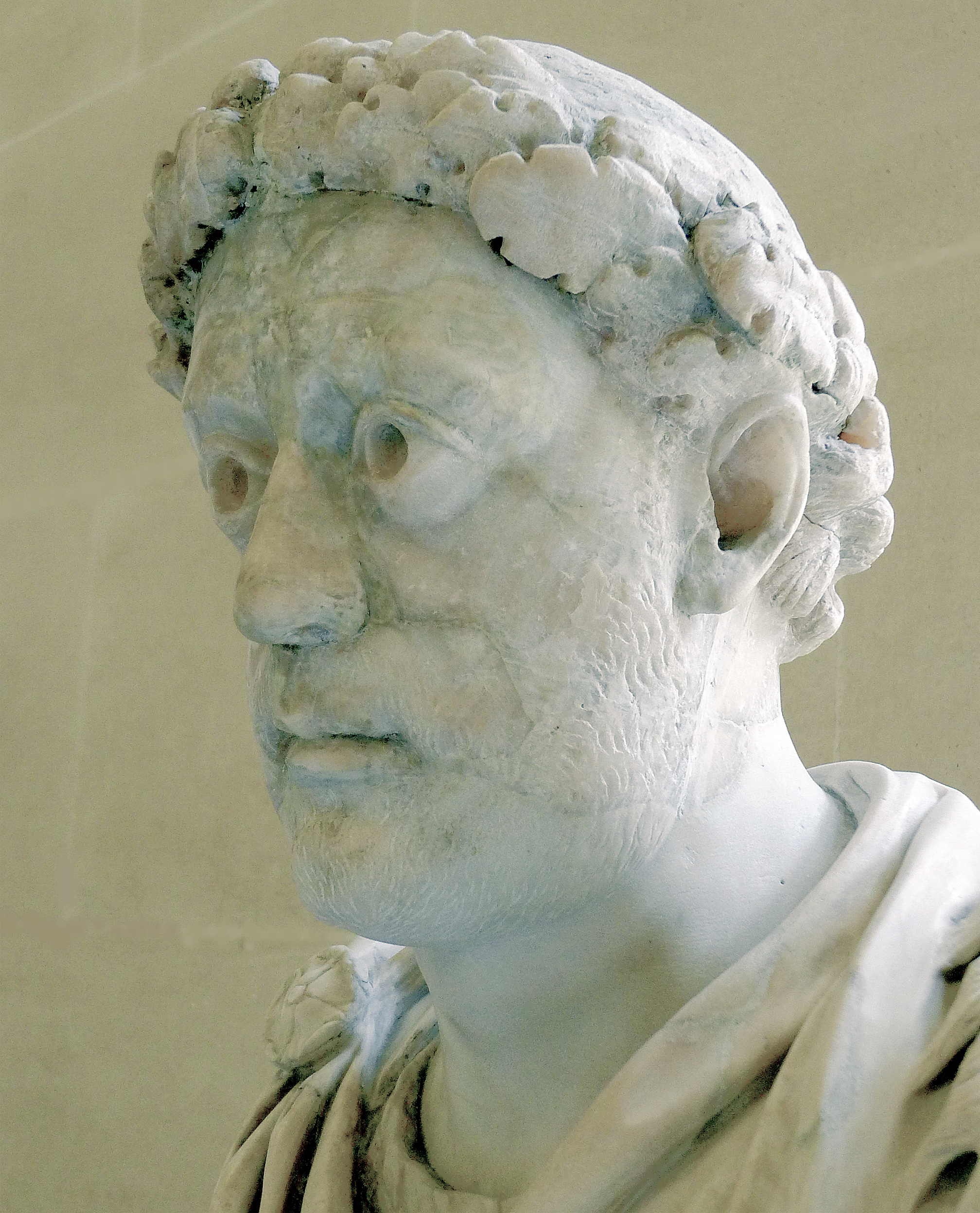

トラキア生まれでトラキア人の帝国軍人であったが、東ローマ皇帝マルキアヌスが没した後、帝国のゲルマン人軍事長官であったアスパルによって皇帝として擁立された。このような即位の経緯から、治世前期のレオ1世はアスパルとその息子アルダブリウスの傀儡にすぎなかった。しかし471年、イサウリア族の族長タラシコデッサ（後の皇帝ゼノン）の力を借りてアスパル父子を打倒し、皇帝としての地位を確固たるものとした。
レオ1世はローマ帝国の共同統治者として西ローマ帝国での主導権をも望み、467年にはアンテミウスを、474年にはユリウス・ネポスを西ローマ皇帝と宣言して西ローマ帝国へ送り込み、自らが任命したアンテミウスとユリウス・ネポス以外の西ローマ皇帝を正式な皇帝とは認めなかった。こうした介入の結果、西ローマ帝国は東ローマ皇帝の介入から決別するべく、レオ1世の死の2年後の476年に西ローマ皇帝の地位の廃止を宣言した。
対外的には、ヴァンダル族を討伐するため468年に義弟バシリスクスを指揮官として西ローマ帝国との合同で大規模な艦隊を派遣したが、船団の半数を失う大敗を喫している。この敗戦以降、東ローマ帝国の海岸はヴァンダル族の襲撃に悩まされることになり、レオ1世はヴァンダル族と講和するために多額の賠償金を支払うこととなった。
474年1月18日、73歳で死去した。
レオ1世は、皇帝就任に際してコンスタンティノープル総主教によって戴冠された初めてのローマ皇帝であると考えられている。これ以降、総主教による戴冠は東ローマ帝国における皇帝就任の伝統となり、皇帝権は総主教によって正当化されるものとの認識が生まれ、総主教の権威拡大と政治介入という通弊を招くことになった。7世紀になると皇帝歓呼の場所は競馬場から宮殿・聖ソフィア教会へ移るが、並行して皇帝自らが後継者を共同皇帝として戴冠するようになった。この聖職者による皇帝戴冠という東ローマ帝国の風習は次第に古代ローマの伝統を押しのけ中世的ローマ戴冠式の本質的部分となり、後にはカール大帝やオットー1世の戴冠を経てローマ帝国の西方領土にも浸透することになった。
また、彼は法律をラテン語ではなくギリシャ語で制定した最初のローマ皇帝ともされる。

## 子女・子孫
妻（皇妃）ウェリーナ（432年 - 484年）との間に1男3女がいる。
- アエリア・アリアドネ（450年頃 - 515年）- ゼノンと結婚。ゼノンの死後にアナスタシウス1世と再婚したが、子供はいない。子女はゼノンとの間にレオ2世とヒラリアの1男1女のみ。子供達は子女を残していない為、子孫はいない。
- レオンティア（457年生誕 - 479年以降） - 最初にアスパルの次男フラウィウス・ユリウス・パトリキウス（422年 - 471年）と結婚。後にレオ1世の先帝マルキアヌスの孫息子（娘の子）で西ローマ帝国皇帝アンテミウスの息子の1人マルキアヌス（活動期間は少なくとも469年から484年）と471年頃再婚。いずれの夫との間にも子女は確認できない。
- ヘレナ（455年頃生誕 - 没年不明） - 475年にWachtang1世（440年 - 502年、父方の祖母マリア（385年頃生誕）はローマ皇帝ヨウィアヌスの孫娘でウァロニアヌスの娘）と結婚。2男（Leon、Mihrdat）を儲けた。子女のうち、Leonの子孫が存続。Leonの昆孫（玄孫の孫）デメトリオス（645年頃 - 665年以降）はヘラクレイオス王朝の第2代皇帝コンスタンティノス3世の次男テオドシオス（632年頃生誕）の娘（655年頃生誕）と結婚、この夫妻の子孫が後世に存続している。更にデメトリオスの母方の祖父の兄ステファンの子孫も続いている。
- 男子（463年 - 463年）- 名前不詳。夭折。